# Mount Priam
Mount Priam ist ein 1980 m hoher und verschneiter Berg mit abgeflachtem Gipfel auf der Anvers-Insel im Palmer-Archipel vor der Westküste der Antarktischen Halbinsel. Er ist das zentrale Massiv der Trojan Range und ragt 6 km nördlich des Mount Français auf.
Der Falkland Islands Dependencies Survey nahm 1955 Vermessungen des Bergs vor. Das UK Antarctic Place-Names Committee benannte ihn 1957 nach Priamos, einer Gestalt aus der Ilias des antiken griechischen Dichters und Autors Homer.